# Pas de Morgins
Il Pas de Morgins è un passo di montagna nelle Prealpi di Savoia, tra il Canton Vallese, in Svizzera, e la regione Rodano-Alpi in Francia. Collega la località di Troistorrents (in Svizzera) con quella di Châtel (in Francia). Scollina a un'altitudine di 1369 m s.l.m.